# Penisola di Crillon
La penisola di Crillon (in russo: полуостров Крильонский o полуостров Крильон) si trova nella parte sud dell'isola di Sachalin. Amministrativamente è situata nei rajon Nevel'skij e Anivskij dell'oblast' di Sachalin.
La penisola prende il nome dal suo estremo omonimo promontorio meridionale (capo Crillon) che a sua volta porta il nome dal comandante francese Louis de Berton des Balbes de Crillon. Dal 1905 al 1946 si chiamava penisola di Notoro; in giapponese: 能 登呂 半島, Notoro-hanto.

## Descrizione
La penisola si presenta come un triangolo. La sua lunghezza è di circa 90 km, la larghezza tra i 20 e i 40 km; è montuosa nella parte centrale (catena Južno – Kamyšovyj). Il punto più alto della penisola è la collina Bambukovaja (588 m sul livello del mare). Le coste sono ripide. È situata a sud della città di Nevel'sk. La punta meridionale della penisola, capo Crillon, dista dall'isola di Hokkaidō 47 km, in mezzo corre lo stretto di La Pérouse. La costa occidentale della penisola è bagnata dal mar del Giappone, quella orientale delimita a occidente il golfo di Aniva, che appartiene al mare di Ochotsk.